# 이세 (전함)
일본 전함 이세(伊勢)는 일본제국 해군의 전함이며 이세급 전함의 제1번함이다. 함명은 미에현의 옛 쿠니의 명칭에서 따왔으며 이후 해상자위대의 호위함 이세(いせ)로 이어졌다.
당초엔 후소급 전함의 3번함으로 건조가 예정되었는데 후소형의 화력이나 방어력, 운용면 등에서 문제점이 생겼기 때문에 재설계를 시행했고 준동형함인 이세형의 1번함으로 건조되었다.
태평양전쟁 후반에는 전술변경에 아울러 자매함인 휴가(日向)와 함께 후부 주포 2기를 철거하고 항공기용 작업갑판, 격납고, 사출기를 설치하고 탑재기 수 22기인 경항모급의 항공타격력을 지닌 항공전함으로 개장되었다.

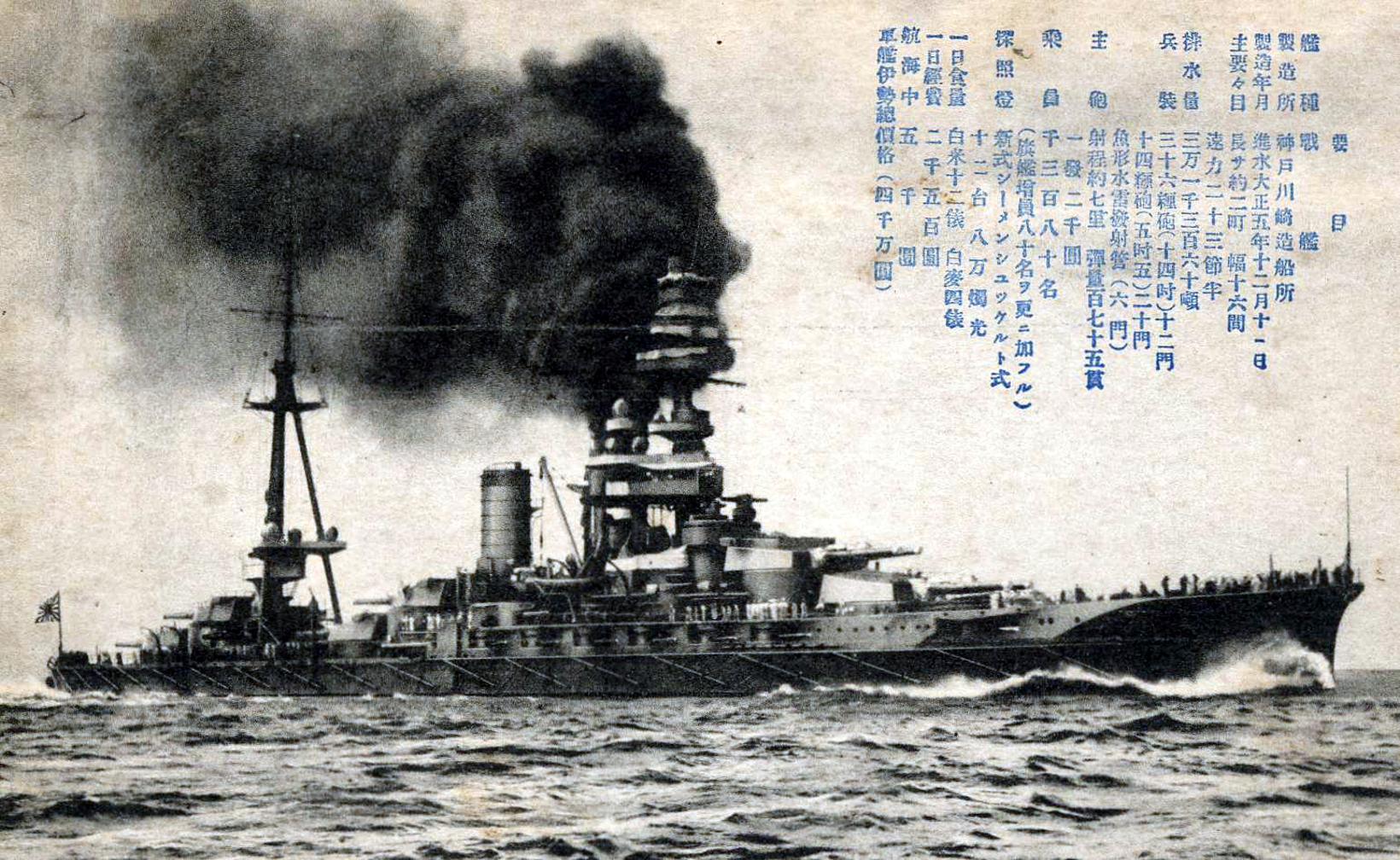
개장 전의 모습

## 함력
이세는 1915년 5월 10일 카와사키 중공업 고베 조선소에서 제5호 전함으로 기공, 1916년 11월 12일에 진수했다. 1917년 12월 1일 군함 이세로서 취역했다.
후소급 전함의 개량형으로서 취역한 이 배는 후소급의 문제점인 취약한 장갑방어를 개선하여 겨우 세계수준의 성능에 달했다. 하지만 이 배와 동시기에 15인치포(38cm포)를 채용한 퀸 엘리자베스급 전함이 출현하였고, 건조 전인 1913년의 시점에서 허약한 장갑방어를 지적당했다. 또 일본군은 퀸 엘리자베스급 전함의 속도를 25노트 정도로 인식하여서 이세급의 23노트로는 부족한 실정이었다. 1921년에 주포앙각 각도를 확대하는 개조공사를 펼쳤고 1924년에 포전지휘장을 설치하는 등 함교의 복잡화가 진행되었다. 더욱이 1935년 8월 1일부터 1937년 3월 23일까지 근대화개장을 실시했고 수평방어력이나 메인기관 출력향상과 연돌의 통합, 주배수장치 증설, 함미를 7.3m연장, Bulge장치에 의한 수중방어력의 강화 등의 수정이 이루어졌다. 이에 의해 배수량, 장갑방어능력, 속력, 포격력에서 1945년에 함령 30년을 바라보는 노후함이면서 전함으로서의 종합능력으론 태평양전쟁 개전 때에도 세계표준을 지키고 있었다. 반면 항모, 순양함 등 다른 함정보다 속력에서 뒤지는데다가 다수의 승조원을 필요로 하였고 연비도 나쁘며 용도를 찾을 수 없었던 점에서 만성적인 연료부족으로 고민하던 일본 해군은 이 배를 해전에 투입시킬 기회를 마련하지 못했다.
1941년 12월 8일 태평양전쟁 개전 시 이세는 제1함대 제2전대에 소속되어 진주만 공격을 펼친 나구모 기동부대의 손상항모를 수용하기 위해 태평양으로 진출했다. 나구모 기동부대의 기습은 성공하여 이세는 예정을 일단락 짓고 12월 13일에 세토 내해로 돌아갔다. 1942년 2월 이세는 파장 1.5m의 시작 레이다를 장비, 5월 29일엔 일본에서 출격하여 알류샨 열도 방면으로 진출하지만 미군과 교전할 기회는 없었다.

### 항공전함으로의 개장
미드웨이 해전에서 주력항모 4척을 잃은 일본 해군은 항모를 더욱 모아야 했다. 군사령부는 구식 후소급 전함과 이세형 전함의 항모개조를 검토하였고 「휴가」가 포탑폭발사고를 일으켜 5번포탑을 잃은데서 개장에 필요한 수고를 덜 수 있다고 판단, 이세와 휴가의 항공전함 개장을 결정했다.
이세의 공사는 구레 공창에서 1942년 12월에 시작하여 1943년 9월에 완료하였다. 항공전함 이세의 최초의 임무는 추크섬에 물자를 수송하는 것이었다. 이세는 전함 아마기와 같이 『갑지(甲支)대T3호 수송부대』로서 제11수뢰전대의 지휘하에 편입되어 육군병사(이세는 1278명)와 물자, 게다가 전함 나가토와 후소용의 3식탄을 탑재하고 10월 15일에 일본을 출발했다. 이 때 이세에는 야마토급 전함 무사시의 46cm포탄도 적재했다. 20일 추크에 도착, 보급작업종료 후인 31일 전함 아마기, 경항모 준요, 장갑항모 다이요, 중순양함 토네(기관고장 중), 호위구축함과 같이 추크를 출항하여 11월 6일 일본에 귀항했다. 그 후도 함재기를 탑재하지 못한채 제11수뢰전대에 소속되어 구레에서 연습함으로서의 나날을 보내고 있었다. 1944년 5월 1일 이세와 휴가는 제4항공전대를 편성했다.(기함은 휴가) 두 함에는 제634항공대를 탑재하도록 결정되었고 정수는 이세:수상정찰기 즈이운14기, 스이세이 함상폭격기 8기, 휴가:스이세이 14기, 즈이운 8기이다. 이세는 5월 31일 휴가는 6월 7일부터 기총을 증설하기 위해 구레 공창에 들어간다. 6월 20일 완성을 예정하고 공사 중, 미 제5함대가 마리아나 방면을 공격하여 영격에 나선 제1기동부대와의 사이에서 마리아나 해전이 발생했다. 이세는 급히 공사를 중단하고 출격준비를 서둘렀지만 해전에 나서지 못했다.9월 30일 12cm28연장분진포6기를 장비했다.

## 참고자료
- 아시아의 역사자료센터(공식)
- 《사진 일본의 군함 제1권 전함1》 코진샤 1989년
- 역사군상 태평양전사 시리즈 26 《이세형 전함 항공타격력을 지닌 세계유일의 항공전함》 학습연구사 2000년 5월 ISBN 4-05-602066-3